# Brakpan
Brakpan est une ville minière (or et uranium) du Gauteng, en Afrique du Sud. Son nom renvoie à l'activité des premiers chercheurs d'or qui utilisaient une bâtée (pan), souvent remplie d'eau saumâtre (brackish). Elle obtint le statut de municipalité en 1919. Les mineurs de Brakpan participèrent à la grande grève de 1922. Le déclin s’est amorcé lorsque des filons plus rentables furent découverts dans les environs. 
Politiquement conservatrice durant l'époque de l'apartheid, la ville fut dirigée par le parti conservateur de 1988 à 1995. En 1995, le congrès national africain (ANC) remporta 14 des 20 sièges de la nouvelle circonscription municipale intégrant la ville et ses townships contre 4 sièges au parti national et 1 siège au front de la liberté.
Depuis 2000, Brakpan fait partie de la municipalité métropolitaine d'Ekurhuleni et compte plus de 130 000 habitants.

## Sports
Elle est le siège de l’équipe de rugby à XV des Falcons, anciennement Eastern Transvaal, qui évolue dans la Currie Cup.
Au mois d'octobre 2015, la ville accueille la première édition du Championnat du Moyen-Orient et d'Afrique de rugby à XIII qui oppose au cours de deux matchs l'équipe nationale au Liban,.

## Personnalité
George Hunter (1927-2004), boxeur, champion olympique, né à Brakpan.